# Haplochromis degeni
Haplochromis degeni (Syn.: Platytaeniodus degeni) ist eine Buntbarschart, die endemisch im ostafrikanischen Viktoriasee vorkommt. Die Art wurde nach dem Fischsammler E. Degen benannt.

## Merkmale
Die Fischart kann eine Gesamtlänge von 15 bis 18 cm erreichen. Männchen haben eine hell- bis taubenblaue Grundfärbung. Lippen und Kopfseiten glänzen metallisch blau. Die Rückenflosse ist schwärzlich, die Flossenmembran im weichstrahligen Abschnitt ist rötlich. Auch die gerade abschließende Schwanzflosse hat eine rötliche Flossenmembran und schwarze Flossenstrahlen. Die Afterflosse ist dunkelrot und trägt gelbe Eiflecke. Die deutlich kleiner bleibenden Weibchen sind unscheinbar silbgiggrau und zeigen zwei Längsstreifen auf dem Rücken und auf der Mitte der Körperseiten. Die Flossen schimmern leicht rötlich. Die Afterflosse hat keine Eiflecke.
Von anderen Haplochromis-Arten unterscheidet sich Haplochromis degeni vor allem durch die Bezahnung. In beiden Kiefern finden sich breite Bänder sehr kleiner, konischer Zähne. Das Zahnband im Oberkiefer ist hufeisenförmig. Der Oberkiefer ist länger als der Unterkiefer. Die Rückenflosse hat 15 bis 16 Flossenstacheln, die Afterflosse drei. Die Schuppenränder sind leicht gesägt.

## Lebensweise
Haplochromis degeni lebt küstennah über sandigem, kiesigem oder felsigem Bodengrund, weniger über Schlamm, und ernährt sich vor allem von Schnecken und Muscheln, außerdem von Insektenlarven, Süßwassermilben (Hydracarina), Ruderfußkrebsen (Copepoda) und Muschelkrebsen (Ostracoda). Wie alle Haplochromis-Arten ist Haplochromis degeni ein Maulbrüter. Die pro Brut 20 bis 30 Jungfische werden nach 18 bis 20 Tagen zum ersten Mal aus dem Maul entlassen.

## Gefährdung
Im Unterschied zu den meisten anderen Buntbarscharten des Viktoriasee scheinen die Bestände von Haplochromis degeni zuzunehmen. Die IUCN klassifiziert Haplochromis degeni deshalb als nicht gefährdet (Least Concern). Potentiell ist die Art jedoch auch durch die Einführung des piscivoren Nilbarsches (Lates niloticus) durch den Menschen und durch Hybridisierungen mit anderen Haplochromis-Arten im zunehmend trüben Wasser des Viktoriasees gefährdet.